# Isabella Cervoni
Isabella Cervoni (ur. ok. 1575, zm. 1600) – poetka włoska okresu renesansu, córka poety Giovanniego Cervoniego. Jest znana jako autorka dedykowanego papieżowi Klemensowi VIII utworu Orazione della Signora Isabella Cervoni da Colle al santissimo, e beatissimo padre, e Signor Nostro, Papa Clemente Ottavo, Sopra l’impresa di Ferrarra, con una canzone della medesima, a[‘] Prencipi Cristiani.